# Myrmecodesmus hastata
Myrmecodesmus hastata är en mångfotingart som först beskrevs av Christoph D. Schubart 1945.  Myrmecodesmus hastata ingår i släktet Myrmecodesmus och familjen fingerdubbelfotingar. Inga underarter finns listade i Catalogue of Life.